# Элопсы
Элопсы  (лат. Elops) — род лучепёрых рыб, единственный в монотипическом семействе элопсовых (Elopidae).
Широко распространены в тропических и субтропических водах всех океанов, иногда встречаются в умеренных водах. Морские рыбы, некоторые виды могут заходить в солоноватые и опреснённые воды . Питаются мелкой рыбой и ракообразными.

## Описание
Тело продолговатое, низкое, почти круглое в сечении, покрыто мелкой циклоидной чешуёй. Лучей жаберной перепонки 27—35. Рот большой, конечный; нижняя челюсть немного выдаётся вперёд. Верхняя челюсть заходит за вертикаль заднего края глаза. Глаза большие, имеется жировое веко. Спинной плавник с 20—25 мягкими лучами, начинается на вертикали середины тела. Последний луч неветвящийся. Анальный плавник с 13—18 лучами расположен позади спинного. Брюшные плавники расположены под спинным плавником, в них 12—16 лучей. Хвостовой плавник вильчатый.
Между нижними челюстями имеется гулярная пластина — удлинённая плоская косточка. Зубы мелкие, расположены полосками. В боковой линии обычно 95—120 чешуй. Имеются ложножабры. Брюшного киля нет. Позвонков 63—79. Артериальный конус отсутствует. Окраска дорсальной поверхности синевато-зеленоватая, бока серебристые.
Личинки, как и у угреобразных, называются лептоцефалами.

## Классификация
В состав рода включают 7 видов: 
- Elops affinis Regan, 1909 — Мексиканский элопс[1]
- Elops hawaiensis Regan, 1909 — Гавайский элопс
- Elops lacerta Valenciennes, 1847 — Африканский элопс
- Elops machnata (Forsskål, 1775) — Большеглазый индоокеанский элопс
- Elops saurus Linnaeus, 1766 — Большеглазая сельдь, или элопс
- Elops senegalensis Regan, 1909 — Сенегальский элорс
- Elops smithi McBride et al., 2010 [5]

## Хозяйственное значение
Мировые уловы элопсов в 1990-х годах достигали 3800 тонн .